# Mayday: catástrofes aéreas
Mayday: catástrofes aéreas (o simplemente Mayday), también conocido como Air Crash Investigation en el Reino Unido, Irlanda, Australia, África del Sur y Asia, y como Air Disasters en Estados Unidos, es una serie documental canadiense producida por Cineflix donde se examina cómo y por qué sucedieron diversos accidentes legendarios y de importancia en lo que va la historia de la aviación. Mayday utiliza recreaciones que combinan escenas actuadas de imagen real con animaciones computarizadas, entrevistas y material de archivo para reconstruir la secuencia de eventos que condujeron a cada desastre. Además, mediante entrevistas a expertos de la aviación, pilotos retirados e investigadores del accidente explica cómo estos desastres se produjeron, cómo se llevó a cabo la investigación y cómo podrían haberse evitado. La serie se estrenó el 3 de septiembre de 2003 en Discovery Channel Canadá.

## Formato
La serie presenta imágenes de archivo, entrevistas, testimonios de testigos presenciales, dramatizaciones, imágenes generadas por computadora (que forman parte de la recreación) y, en varios episodios, grabaciones de voz de la caja negra para reconstruir la secuencia de los acontecimientos para la audiencia.
Por lo general, los episodios empiezan por el embarque del vuelo, aunque algunos empiezan en la mitad o cerca del final del vuelo. Las rutinas de vuelo en el control de tráfico aéreo y cabina se recrean en pantalla desde el despegue hasta el momento de la emergencia. En el momento de la emergencia, se recrean las vistas externas de la aeronave desde diferentes ángulos para mostrar el efecto de lo que le ocurre a la aeronave. A continuación, se recrean las respuestas y reacciones de los pasajeros, tripulaciones y personal de control del tráfico aéreo mientras se desarrolla la emergencia y se llega al eventual accidente o aterrizaje de emergencia. Todas las escenas de la cabina de mandos y los centros de control del tráfico aéreo se recrean utilizando un guion creado con base en la transcripción de la grabación de voz de la cabina de la aeronave y de otras grabaciones realizadas en ese momento. Luego del accidente o aterrizaje de emergencia, se va a la recreación de la investigación del incidente, cubriendo los detalles de esta hasta llegar al momento de las conclusiones y la redacción del informe final.
A lo largo de los episodios, las víctimas o familiares y amigos de las víctimas son entrevistados añadiendo más información sobre los casos con sus familiares. Además, expertos en aviación, pilotos e investigadores jubilados son entrevistados sobre las pruebas y explican cómo se produjeron estas emergencias y cómo podrían haberse prevenido.

## Episodios
Hasta la fecha, 270 episodios han sido emitidos en 25 temporadas, incluyendo los 5 especiales Science of Disaster, los 3 episodios spin-off de la tercera temporada y los 56 episodios de la subserie The Accident Files.
| Temporada | Temporada | Episodios | Episodios | Emisión original         | Emisión original        |
| Temporada | Temporada | Episodios | Episodios | Primera emisión          | Última emisión          |
| --------- | --------- | --------- | --------- | ------------------------ | ----------------------- |
|           | 1         | 6         | 6         | 3 de septiembre de 2003  | 22 de octubre de 2003   |
|           | 2         | 6         | 6         | 23 de enero de 2005      | 27 de febrero de 2005   |
|           | 3         | 13        | 13        | 14 de septiembre de 2005 | 7 de diciembre de 2005  |
|           | 4         | 10        | 10        | 15 de abril de 2007      | 17 de junio de 2007     |
|           | 5         | 10        | 10        | 9 de abril de 2008       | 11 de junio de 2008     |
|           | 6         | 3         | 3         | 16 de diciembre de 2007  | 2 de marzo de 2008      |
|           | 7         | 8         | 8         | 4 de noviembre de 2009   | 17 de diciembre de 2009 |
|           | 8         | 2         | 2         | 10 de junio de 2009      | 17 de junio de 2009     |
|           | 9         | 8         | 8         | 8 de septiembre de 2010  | 27 de octubre de 2010   |
|           | 10        | 6         | 6         | 27 de febrero de 2011    | 28 de marzo de 2011     |
|           | 11        | 13        | 13        | 12 de agosto de 2011     | 13 de abril de 2012     |
|           | 12        | 13        | 13        | 3 de agosto de 2012      | 15 de abril de 2013     |
|           | 13        | 11        | 11        | 16 de diciembre de 2013  | 9 de mayo de 2014       |
|           | 14        | 11        | 11        | 5 de enero de 2015       | 2 de marzo de 2015      |
|           | 15        | 10        | 10        | 4 de enero de 2016       | 17 de febrero de 2016   |
|           | 16        | 10        | 10        | 7 de junio de 2016       | 13 de febrero de 2017   |
|           | 17        | 10        | 10        | 20 de febrero de 2017    | 3 de octubre de 2017    |
|           | 18        | 10        | 10        | 13 de febrero de 2018    | 4 de julio de 2018      |
|           | 19        | 10        | 10        | 2 de enero de 2019       | 11 de marzo de 2019     |
|           | 20        | 10        | 10        | 9 de enero de 2020       | 12 de marzo de 2020     |
|           | 21        | 10        | 10        | 4 de abril de 2021       | 6 de junio de 2021      |
|           | 22        | 10        | 10        | 3 de enero de 2022       | 12 de febrero de 2022   |
|           | 23        | 10        | 10        | 3 de enero de 2023       | 12 de abril de 2023     |
|           | 24        | 10        | 10        | 1 de mayo de 2024        | 29 de mayo de 2024      |
|           | 25        | 11        | 11        | 5 de febrero de 2025     | 16 de abril de 2025     |

## Producción y distribución
La idea de Mayday surgió en la primavera de 2001, durante un vuelo desde París. Durante el vuelo, André Barro recibió un libro titulado Le secret des boîtes noires (traducido El secreto de las cajas negras) por parte de su amigo Bernard Vaillot, que consistía en un compendio de transcripciones de grabadoras de voz de cabina. Durante el resto del vuelo estuvo inmerso en el drama de pilotos que intentan salvarse a sí mismos y a los demás, lo que llevó a la idea de representar accidentes de aviación en un programa de televisión.
Cineflix anunció la producción de Mayday el 13 de agosto de 2002, con un presupuesto de 2.5 millones de dólares canadienses, después de que Channel Five encargara la serie de 6 episodios de una hora de duración. Para reducir los costos, la mayor parte de la producción se realizó en las oficinas de Cineflix en Toronto, Ontario. El 2 de junio de 2003, mientras la serie todavía estaba en producción, la serie se vendió a France 5, Discovery Channel y a Canal D. Posteriormente, Cineflix anunció que también la había vendido a TVNZ, Seven Network y a Holland Media Group. Más tarde, el 22 de octubre (durante la emisión del final de la primera temporada), Cineflix anunció que había logrado un importante acuerdo internacional con National Geographic Channel para llevar Mayday a 144 países en 26 idiomas. Para ese entonces, el presupuesto había alcanzado los 3 millones de dólares.
En 2011 Smithsonian Networks adquirió la temporada 5 y la emitió con el título Air Disasters, siendo la primera vez que la serie se emite en Estados Unidos en un canal distinto de National Geographic. En enero de 2012, Cineflix anunció que vendería las temporadas 8, 9 y 11 a Smithsonian Networks, y en marzo de 2014, se anunció un acuerdo para transmitir las temporadas 3, 4, y 13.
A partir de 2020, todas las temporadas de Air Disasters se encuentran disponibles en el servicio de transmisión Paramount+, junto a otros contenidos de Smithsonian Channel.

## Recepción
La serie fue bien recibida por los críticos. Paul Mavis de DVD Talk elogió la serie, indicando que es «Angustiosa y sorprendentemente emocional», y continúa añadiendo «Nunca explotativa, [Mayday] no solo aumenta el suspenso con sus escenas de acción bien hechas, sino que las valida al mostrar el lado humano de estos horribles desastres aéreos». También indica que la combinación de recreaciones, entrevistas y la intensidad y el suspenso con el que se tratan los sucesos le otorgan un peso informativo y emocional que la distinguen de otros documentales de investigación. Añade también que los episodios «son notablemente tensos desde sus inicios, con una narración que crea en el espectador un temor sobre lo que va a ocurrir. [...] Las actuaciones son bastante buenas [...] y con la animación y las representaciones de los interiores de las aeronaves se alcanza un nivel de intensidad inusual» y termina indicando que «el uso de las historias de las víctimas le da un verdadero significado a las recreaciones» y que «crea un retrato indeleble del costo humano de los accidentes». Franck Tabouring de DVD Verdict indicó en su reseña que es una serie indicada para los interesados en los desastres aéreos y que «es un programa bien realizado, con mucha información convincente sobre accidentes trágicos, que explica como algunas personas sobrevivieron y otras no».